# حمید عطایی
حمید عطایی سرتیپ دوم پاسدار فرماندهی انتظامی جمهوری اسلامی ایران است، که هم‌اکنون فرماندهی حفاظت از شخصیت‌ها و دژبان فراجا را برعهده دارد.
وی از ۱۳۸۳ تا ۱۳۸۴ جانشین فرمانده انتظامی کردستان بود، از ۱۳۸۴ تا ۱۳۸۷ به‌عنوان فرمانده انتظامی کردستان فعالیت می‌کرد و در فاصله سال‌های ۱۳۸۷ تا ۱۳۹۰ فرماندهی انتظامی گلستان را برعهده داشت.
عطایی از ۱۳۹۳ تا ۱۳۹۶ جانشین معاون عملیات نیروی انتظامی بود، در فاصله سال‌های ۱۳۹۶ تا ۱۳۹۹ به‌عنوان جانشین رئیس پلیس پیشگیری ناجا فعالیت می‌کرد و از تیرماه ۱۴۰۰ فرمانده یگان حفاظت از شخصیت‌ها و دژبان فراجا است. او در سال ۱۳۸۴ درجه سرتیپ‌دومی دریافت کرد.